# Bodíky
Bodíky – wieś (obec) na Słowacji, w kraju trnawskim, w powiecie Dunajská Streda. Miejscowość położona jest na Nizinie Naddunajskiej.